# Victorgorgia
Victorgorgia  Lopez Gonzalez & Briand, 2002 è un genere di octocoralli dell'ordine Alcyonacea. È l'unico genere della famiglia Victorgorgiidae.

## Descrizione
Il nome del genere Victorgorgia venne assegnato in ricordo della spedizione scientifica francese di nome Victor condotta dall'Istituto di ricerca francese per lo sfruttamento del mare (IFREMER) di Brest, nel corso della quale fu scoperto il genere.
Victorgorgia è una gorgonia arborescente con cortex sottile e non vescicolare. La medulla è penetrata ampiamente da canali celenterici, armatura antocodiale con corona e punte e scleriti tentacolari.

## Tassonomia
Il genere Victorgorgia è stato definito nel 2002 a seguito della scoperta di una nuova specie di octocorallo nel Josephine Bank nell'Atlantico settentrionale a nord dell'isola di Madera. La nuova specie è stata chiamata Victorgorgia josephinae e per essa è stato appunto definito un nuovo genere che inizialmente venne posto nella famiglia Anthothelidae.
Nel 2017 è stata fatta una revisione tassonomica completa degli Anthothelidae che ha portato alla definizione della nuova famiglia Victorgorgiidae e il passaggio ad essa del genere Victorgorgia. Inoltre le specie Anthothela argentea, A. macrocalyx e A. nuttingi, sono state assegnate al genere Victorgorgia ridefinendone il nome in Victorgorgia argentea, Victorgorgia macrocalyx e Victorgorgia alba rispettivamente.
Ulteriori specie scoperte successivamente hanno partato alla composizione attuale del genere che risulta attualmente la seguente:
- Victorgorgia alba (Nutting, 1908)
- Victorgorgia argentea (Studer, 1894)
- Victorgorgia eminens Moore, Alderslade & Miller, 2017
- Victorgorgia josephinae Lopez Gonzalez & Briand, 2002
- Victorgorgia macrocalyx (Nutting, 1911)
- Victorgorgia nyahae Moore, Alderslade & Miller, 2017